# التاريخ الاجتماعي للطب

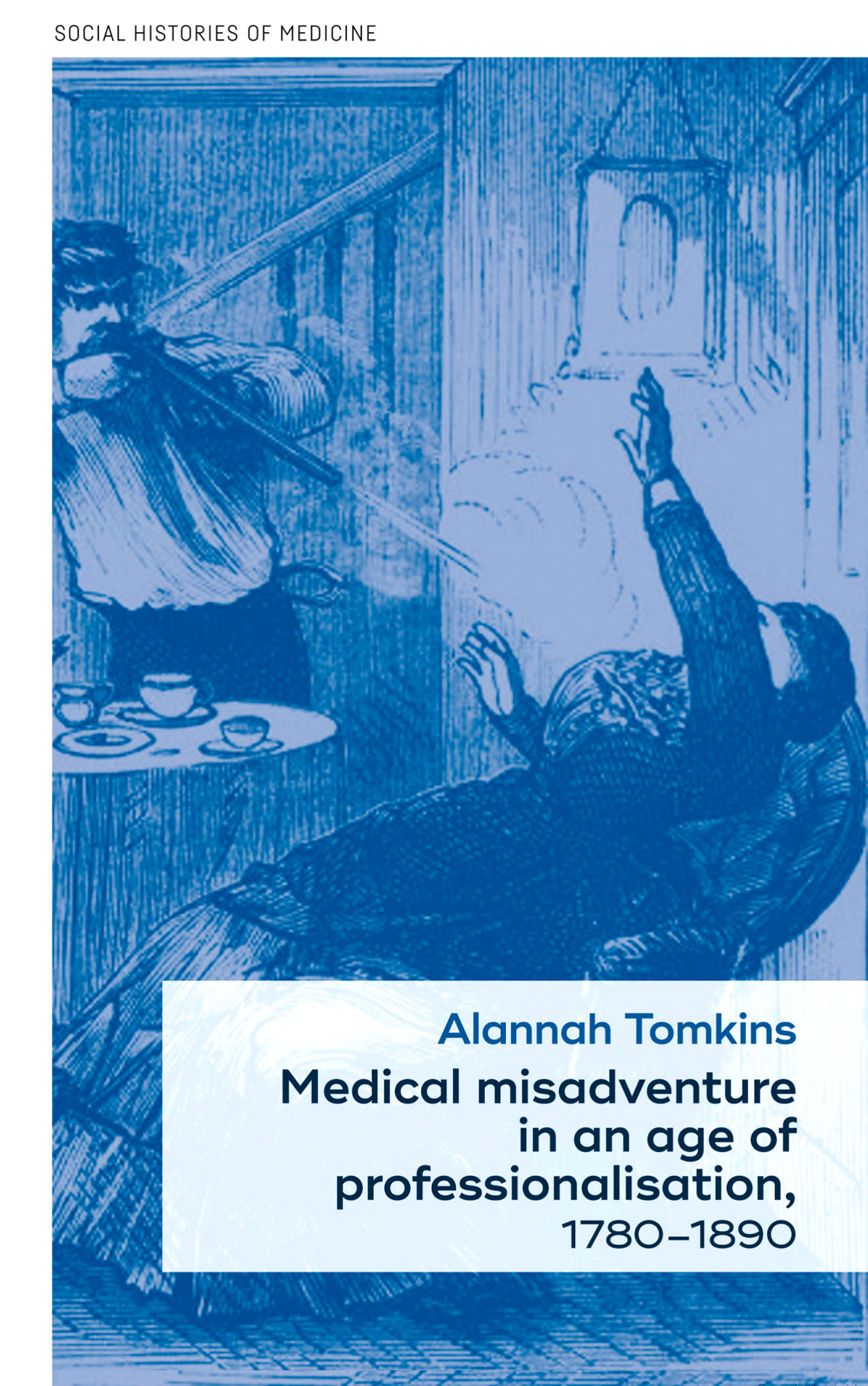
غلاف كتاب المغامرة الطبية في عصر الاحتراف، 1780-1890 بقلم ألانا تومكينز، 2017.

التاريخ الاجتماعي للطب هي سلسلة كُتب من مطبعة جامعة مانشستر تغطي "جميع جوانب الصحة والمرض والطب، من عصور ما قبل التاريخ حتى الوقت الحاضر، في جميع أنحاء العالم".  وهي تُطبع بالتعاون مع جمعية التاريخ الاجتماعي للطب وهي السلسلة الثالثة التي ارتبطت بها الجمعية بعد دراسات في التاريخ الاجتماعي للطب (1989-2009) ودراسات لجمعية التاريخ الاجتماعي للطب. محررو السلسلة الحالية هم ديفيد كانتور وكير وادينجتون. 

## العناوين

### 2017
- الدفع والعمل الخيري في الرعاية الصحية البريطانية، 1918-1948. جورج كامبل جوسلينج، 2017. [3] رقم ISBN 978-1-5261-1432-7
- تحول مرض التوحد: تاريخ نمو الطفل في بريطانيا. بوني إيفانز، 2017.(ردمك 978-0-7190-9592-4)رقم ISBN 978-0-7190-9592-4
- سياسة التطعيم: تاريخ عالمي. كريستين هولمبرج ، ستيوارت بلوم وبول جرينو (محرران)، 2017.(ردمك 978-1-5261-1088-6)رقم ISBN 978-1-5261-1088-6
- الجذام والاستعمار: سورينام تحت الحكم الهولندي، 1750-1950. ستيفن سنيلدرز ، 2017.(ردمك 978-1-5261-1299-6)رقم ISBN 978-1-5261-1299-6
- مغامرة طبية سيئة في عصر الاحتراف، 1780-1890. ألانا تومكينز ، 2017.(ردمك 978-1-5261-1607-9)رقم ISBN 978-1-5261-1607-9
- الحفاظ على الصحة في الثقافة الحديثة المبكرة: الهيئات والبيئات في إيطاليا وإنجلترا. ساندرا كافالو وتيسا ستوري (محرران)، 2017.(ردمك 978-1-5261-1347-4)رقم ISBN 978-1-5261-1347-4

### 2018
- المهندسون المعماريون المهاجرون في هيئة الخدمات الصحية الوطنية: أطباء جنوب آسيا وإعادة اختراع الممارسة العامة البريطانية (الأربعينيات والثمانينيات) بقلم جوليان إم سيمبسون، 2018. [4](ردمك 978-1-7849-9130-2)رقم ISBN 978-1-7849-9130-2
- الحجر الصحي في البحر الأبيض المتوسط، 1750-1914: الفضاء والهوية والقوة. جون تشيركوب وفرانسيسكو خافيير مارتينيز (محرران). 2018.(ردمك 978-1-5261-1554-6)رقم ISBN 978-1-5261-1554-6
- المرض والرعاية الطبية والفقراء الإنجليز، 1750-1834. ستيفن كينغ، 2018.(ردمك 978-1-5261-2900-0)رقم ISBN 978-1-5261-2900-0
- الجمعيات الطبية والثقافة العلمية في بلجيكا في القرن التاسع عشر. يوريس فانديندريش، 2018.(ردمك 978-1-5261-3320-5)رقم ISBN 978-1-5261-3320-5